# Hiltonius flavocinctus
Hiltonius flavocinctus är en mångfotingart som beskrevs av Loomis 1968. Hiltonius flavocinctus ingår i släktet Hiltonius och familjen Spirobolidae. Inga underarter finns listade i Catalogue of Life.